# Yamaha EX5
De Yamaha EX5 is een synthesizer/workstation die door Yamaha vanaf 1998 werd gemaakt. De EX5 combineert een aantal manieren van klankopwekking, namelijk AWM2, AN, VL, FDSP en sampling. De later uitgebrachte EX7 was een goedkopere versie van de EX5 met minder toetsen, polyfonie, klanken en functies. De EX-serie werd in 2001 opgevolgd door de MOTIF.

## Mogelijkheden
De Yamaha EX5 (EX staat voor Extended Synthesis) gebruikt vier verschillende soorten toongenerators voor het opwekken van klanken. Dit zijn AWM2 (Advanced Wave Memory), AN (Analog Physical Modeling), FDSP (Formulated Digital Sound Processing) en VL (Virtual Acoustic) synthese. De vijfde klankbron is via samples. Hiermee kunnen klanken worden samengesteld tot maximaal 4 tonen, elk afkomstig van een verschillende toongenerator.
De EX5 heeft uitgebreide sampling-mogelijkheden. Samples kunnen gebruikt worden in AWM-klanken, of toegewezen aan individuele toetsen van het klavier, en worden opgeslagen op diskette of een extern opslagapparaat. Het sample-geheugen is 1MB, dat kan worden uitgebreid naar 65MB met SIMM-geheugen.
De EX5 heeft een ingebouwde 16-sporen sequencer en een 4-sporen arpeggiator met 50 voorgeprogrammeerde patronen.
Er is aan het eind van de productie een gelimiteerde versie uitgebracht, de Yamaha EX5S (ook bekend als de "Millennium Edition"). Dit model kwam in een zilveren behuizing en is alleen uitgekomen voor de Aziatische markt. Er zijn slechts 500 stuks van geproduceerd.

## EX5R
De EX5 kwam ook als synthesizermodule op de markt. Dit model is de EX5R en heeft alle functies van de EX5, behalve een klavier.